# Avia

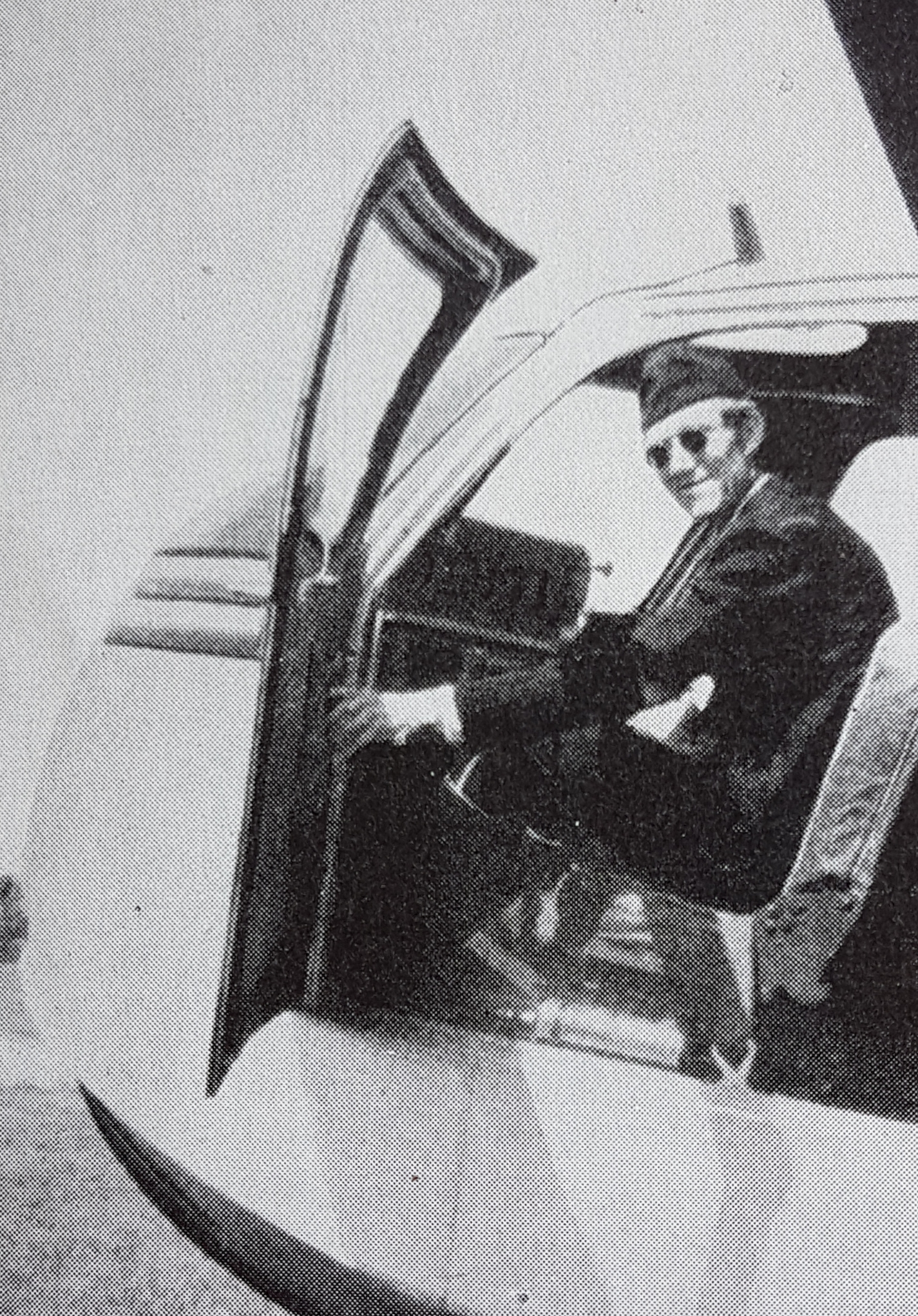
Nils Thüring

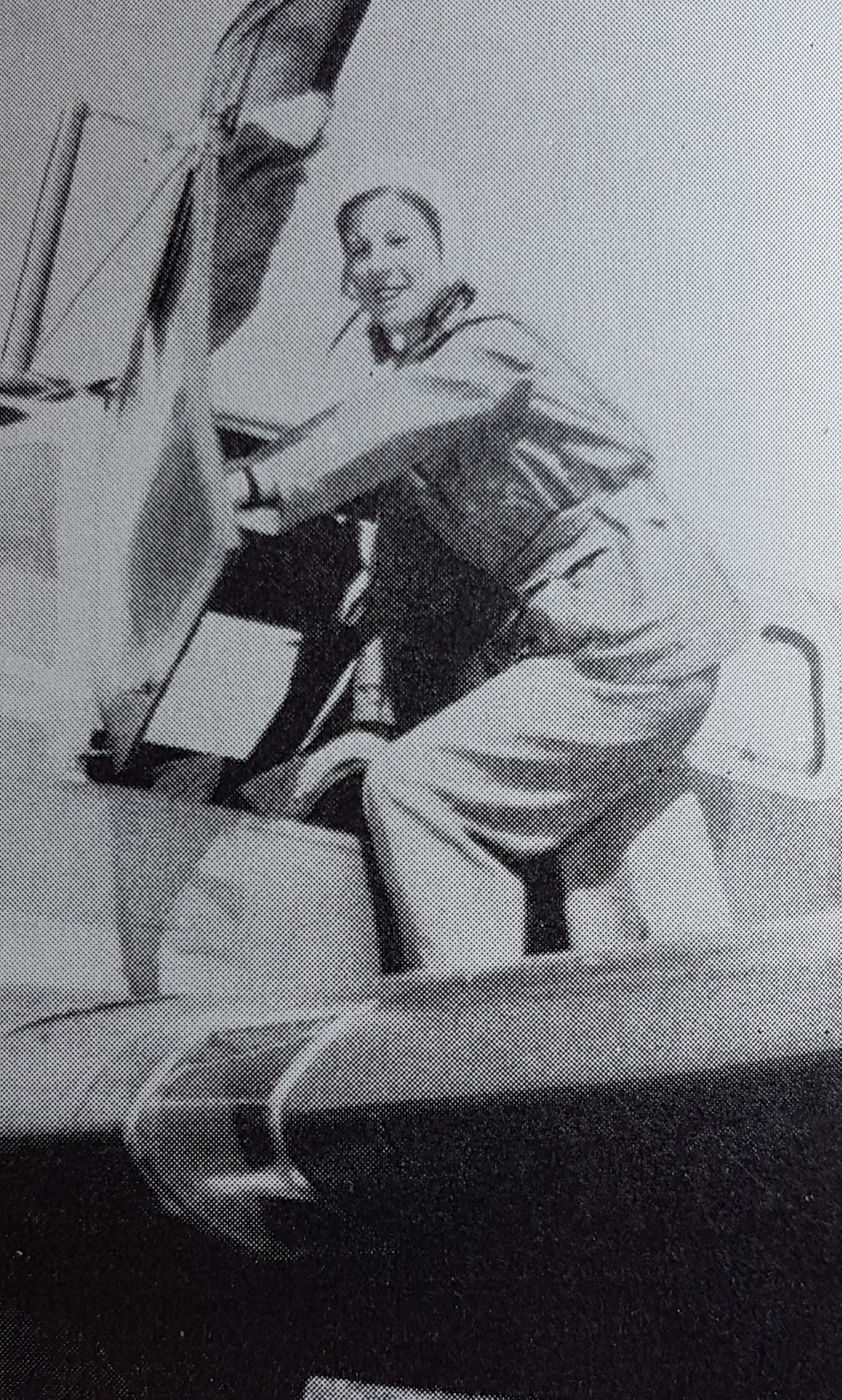
Birgit Thüring

Avia var ett flygföretag på Gotland startat av piloterna och makarna ex fotograf Nils och ex bibliotekarie Birgit Thüring 1942.
Under företagets första verksamhetsår flög man målgång för svenska försvaret. Efter andra världskriget, då målflygverksamheten minskade utökades verksamheten med jordbruksflyg, taxiflyg, nattpostflyg och flygutbildning. 1986 startade Avia en reguljär flyglinje från Visby till Kalmar och Norrköping. 1992 gick Avia och Salair samman under namnet Avia för att 1993 byta namn till Skyways.